# Josep Majoral Obiols
Josep Majoral Obiols   (Sant Julià de Lòria, 17 d'agost de 1976) és un polític, enginyer i empresari andorrà. Militant i president d'Unió Laurediana (UL), ha estat conseller comunal, conseller general i cònsol major lauredià.

## Biografia
Josep Majoral va néixer a Sant Julià de Lòria el 17 d'agost de 1976, rebent l'ensenyament bàsic al sistema escolar francès o "escola francesa". Va estudiar al Lycée Comte de Foix, marxant a 14 anys a Perpinyà a continuar els seus estudis durant sis anys per a, finalment, realitzar els seus estudis superiors al departament francès du Lot. Amb el títol de tècnic superior en energia, torna a Andorra i treballa durant set anys en un despatx d’enginyeria, fins que funda el seu propi despatx a Sant Julià de Lòria.
L'any 2009 funda tambe un despatx d'Enginyeria a Tolosa (França) "ECOVITALIS"
Majoral entrà en política activa l'any 2002 i va ser elegit conseller del Comú de Sant Julià de Lòria per primera vegada després de les eleccions comunals de 2003, dins de la llista d'UL encapçalada per Josep Pintat Forné. Durant aquesta legislatura va ser conseller comunal d'esports. Fou reelegit conseller comunal per segona vegada a les eleccions comunals de 2007, també per UL i amb Josep Pintat com a cap de llista. Majoral va exercir el càrrec de conseller comunal d'urbanisme. Després de les eleccions comunals de 2011 fou reelegit conseller comunal per tercera vegada consecutiva amb Montserrat Gil Torné com a cap de llista d'UL. Durant la legislatura va exercir de conseller comunal de manteniment i medi ambient. L'any 2015 abandonà el seu càrrec de conseller comunal per tal de presentar-se a les eleccions al Consell General de 2015 dins de les llistes dels Liberals d'Andorra-UL per la circumscripció parroquial laurediana, sent finalment elegit conseller general, càrrec que mantindria durant una legislatura, fins a l'any 2019. Durant la seva etapa com a conseller general, Majoral va presidir la comissió d'economia, la comissió d'ordenament del territori del Consell General d'Andorra i va forma part de la delegació del Consell d'Europa. Aquest any, es presentà a les eleccions comunals de 2019 com a cap de llista d'UL al comú lauredià, obtenint una majoria de 9 dels 12 consellers comunals disponibles, sent elegit conseller comunal i nomenat cònsol major de Sant Julià de Lòria.
L'any 2022 es condecorat al senat, a París per la Ligue Universele du bien public amb medalla d'argent.